# Ламздорф, Николай Матвеевич
Граф Николай Матвеевич Ламздорф (нем. Nikolaus Freiherr von der Wenge Graf Lambsdorff; 1804—1877) — генерал-адъютант, генерал-лейтенант, директор Лесного департамента Министерства государственных имуществ.

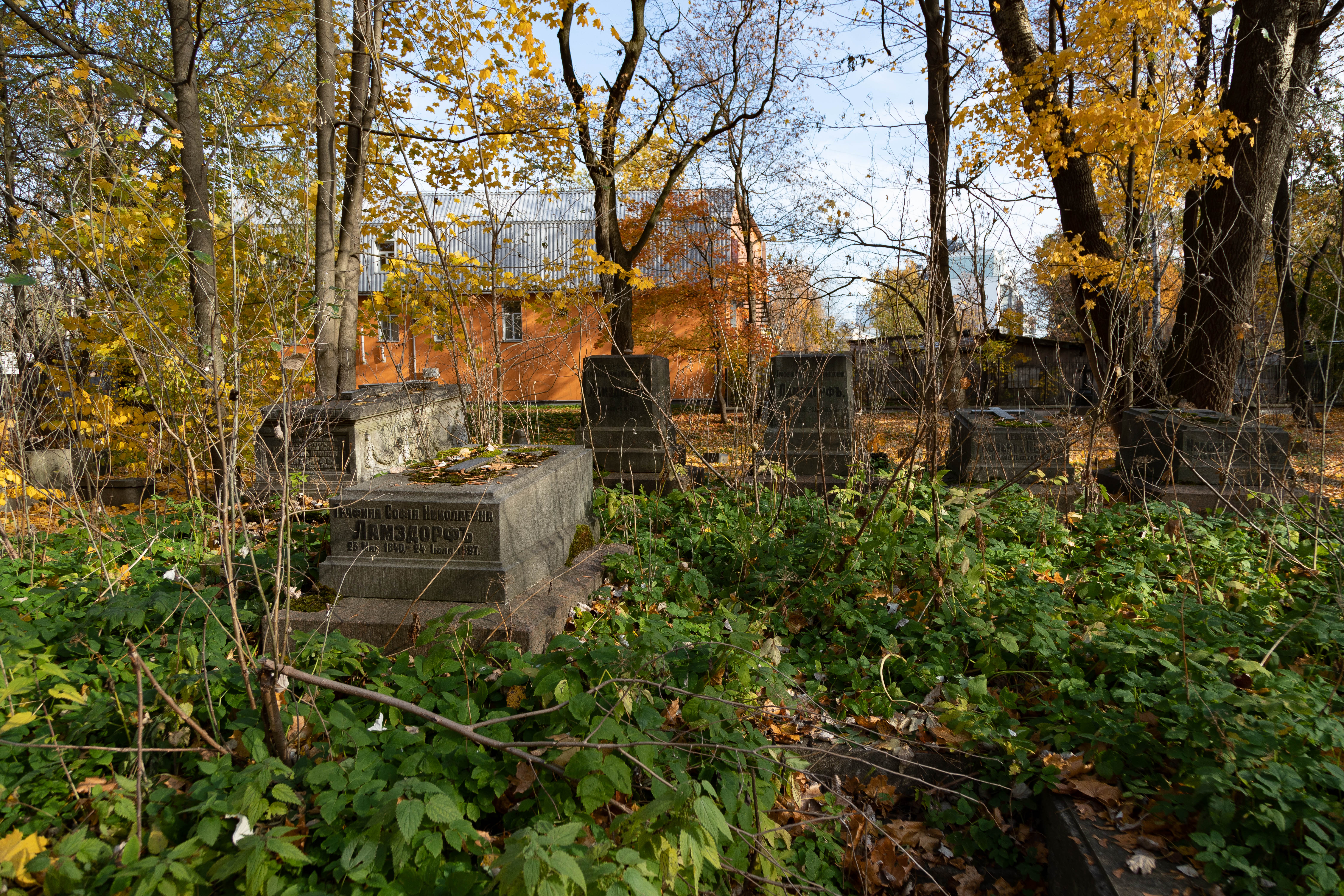
Семейное захоронение семьи Ламздорф

## Биография
Родился в семье воспитателя великих князей Николая и Михаила Павловичей, впоследствии члена Государственного совета Российской империи — Матвея Ивановича Ламздорфа. В семье уже родились его братья: Иван (1781—1852, камергер), Яков (1784—1835, генерал-майор), Константин (1785—1812, поручик, убит в Бородинском бою), Александр (1794—1843), Фёдор (1800—1855, полковник). Датой рождения источники указывают 15 (27) декабря 1804 года, а также 1803 год.
После первоначального обучения дома был определён в Пажеский корпус пажом 18 февраля 1818 года, 21 марта 1821 года произведён в камер-пажи. Он кончил курс в корпусе одним из первых и 23 апреля 1823 года был выпущен в лейб-гвардии Преображенский полк прапорщиком, в декабре того же года назначен батальонным адъютантом.
Находясь в строю войск Гвардейского корпуса, собранных по высочайшему повелению 14 декабря 1825 года, Ламздорф в числе прочих удостоился получить 15 декабря высочайшую признательность за примерный порядок, усердие и точность в исполнении своих обязанностей во время подавления восстания декабристов. 6 августа 1827 года он был назначен флигель-адъютантом.
При возникшей войне с Турцией Ламздорф вместе с полком выступил в поход, находился при блокаде и взятии Варны. По заключении мира в Андрианополе он был отправлен 17 сентября 1829 года императором Николаем I курьером в Варшаву, а оттуда в Дрезден, Лейпциг, Веймар, Франкфурт-на-Майне, Ахен, Брюссель и Гаагу с высочайшими депешами к цесаревичу Константину Павловичу и прочим членам царствующего дома с известием о заключении мира. По возвращении из этой поездки в полк Ламздорф принимал деятельное участие в деле возобновления Преображенского всей гвардии собора, будучи правителем дел особого назначенного для этого комитета.
Восстание, вспыхнувшее в царстве Польском, вызвало отправление войск гвардии для усмирения этого мятежа. Ламздорф находился 9 мая 1831 года в сражении при деревне Молотки, участвовал в усиленном движении войск вперед от Белостока к Остроленке и Пултуску, наконец в сражении 26 и 27 августа 1831 года, при взятии передовых укреплений Варшавы и городского вала. За оказанную при этом храбрость награждён орденом св. Станислава 3-й стенени и польским знаком «Virtuti Militari» 4-й степени.
21 марта 1832 года Ламздорф был назначен старшим адъютантом в штаб по управлению главного начальника Пажеского, всех сухопутных кадетских корпусов и Дворянского полка. В 1835 году, на большом смотре и маневрах под Калишем, исправлял должность дежурного штаб-офицера; 25 декабря 1835 года назначен управляющим 1-м отделением канцелярии Военного министерства. В этой должности Ламздорф принимал деятельное участие по устройству отчетности Военного министерства и по составлению положения об отчетности войск и по составлению свода военных постановлений, производившемуся под общим руководством Сперанского и Ахшарумова.
30 июня 1837 года Ламздорф был назначен директором Лесного и Межевого института, с оставлением в звании флигель-адъютанта. Ламздорф обратил особенное внимание на учебную часть и военное устройство этого института, которое при нём было преобразовано в 1840 года. 13 февраля 1843 года он был назначен вице-директором Лесного департамента, 15 апреля 1845 года произведён в генерал-майоры (по данным списка Свиты Его Величества, по генеральскому списку — 20 марта 1852 года) с состоянием по армии и назначен директором Лесного департамента.
При Ламздорфе было составлено и утверждено новое положение о лесном и межевом институте 1847 года, за которое он был награждён орденом св. Станислава 1-й степени, а также положение 1850 года об Олонецких лесопильных заводах, принадлежащих частным владельцам, за это он в 1851 году получил орден св. Анны 1-й степени. 16 ноября 1852 года он был назначен членом совета Министерства государственных имуществ, в 1857 году вышел в отставку по болезни. Кроме того, 26 ноября 1847 года Ламздорф за беспорочную выслугу 25 лет в офицерских чинах был награждён орденом св. Георгия 4-й степени (№ 7739 по кавалерскому списку Григоровича — Степанова).
По прошествии трёх лет в 1861 году был назначен почётным опекуном и управляющим Гатчинским Николаевским сиротским институтом.
Был членом Попечительского совета заведений общественного призрения в Санкт-Петербурге, попечителем больницы чернорабочих (1861—1879) и городских богаделен (1869—1875).
17 апреля 1862 года произведён в генерал-лейтенанты, в 1863 году награждён орденом св. Владимира 2-й степени и в 1868 году — орденом Белого орла. 20 апреля 1869 года назначен в генерал-адъютанты и в 1871 году был удостоен ордена св. Александра Невского (алмазные знаки к этому ордену были пожалованы в 1874 году).
В 1875 году, по расстроенному здоровью вышел в отставку и уехал за границу, умер 8 октября 1877 года (Петербургский некрополь указывает дату смерти — 5 октября) в Швейцарии, находясь на лечении (из списков исключён 3 ноября). Похоронен в Санкт-Петербурге на Смоленском лютеранском кладбище.

## Семья

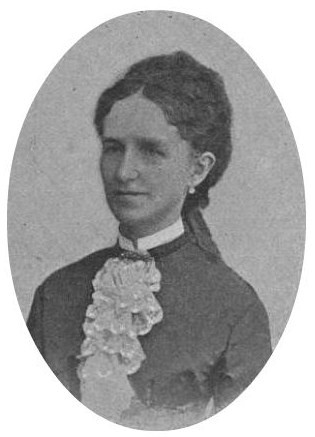
Мария Николаевна, дочь

Жена (с 9 января 1829 года) — Александра Романовна Ренни (1808—1873), дочь генерал-майора Роберта Егоровича Ренни (1778—1832) от брака с Марией Ивановной Бек (1781—1816). Дети:
- Николай (1831—02.05.1879), капитан гвардии, скончался от чахотки в Штутгарте, похоронен там же на русском кладбище.
- Анна (09.10.1832[7]— ?)
- Мария, благотворительница, член Дамского Комитета Российского общества Красного Креста.
- Александр (1835—1902), гофмейстер, президент Московской дворцовой конторы
- Надежда (1839—1909), замужем за  Н. П. Броком.
- Софья (1840—1897)
- Константин (1841—1900), генерал-лейтенант, командир лейб-гвардии Конно-гренадерского полка
- Владимир (1844—1907), действительный тайный советник, министр иностранных дел[8].